# كيوياسو كاتو
كيوياسو كاتو (باليابانية: 加藤 清泰) (مواليد 16 أبريل 1974)، هو لاعب كرة قدم سابق كان يلعب كمهاجم.